# Dänischer Fußballpokal 1957/58
Der Dänische Fußballpokal 1957/58 war die vierte Austragung des dänischen Pokalwettbewerbs der Männer. Er wurde vom dänischen Fußballverband ausgetragen. Das Finale fand am 11. Mai 1958 im Københavns Idrætspark von Kopenhagen statt. Pokalsieger wurde Vejle BK, der sich im Finale gegen Kjøbenhavns Boldklub durchsetzte.
Alle Begegnungen wurden in einem Spiel ausgetragen. Bei unentschiedenem Ausgang wurde zur Ermittlung des Siegers eine Verlängerung gespielt. Stand danach kein Sieger fest, folgte ein Elfmeterschießen. Ab dem Halbfinale wurde bei einem Remis das Spiel wiederholt.

## 1. Runde
Es nahmen 68 Mannschaften von der dritten Klasse abwärts teil.
|                    | Ergebnis  |                  |
| ------------------ | --------- | ---------------- |
| B 1921 Nykøbing    | 9:2       | Svinninge IF     |
| Borup IF           | 2:1       | Allested U&IF    |
| Brøndbyvester IF   | 2:0       | Politiets IF     |
| Brønderslev IF     | 3:6       | Hjørring IF      |
| Christianshavns IK | 2:0       | Lyngby BK        |
| BK Dalgas          | 2:3       | Frederikssund IK |
| Frederiksberg BK   | 6:2       | Vordingborg IF   |
| Frederiksborg IF   | 2:4       | BK Fremad Valby  |
| Frederikshavn fI   | 3:2       | Randers Fremad   |
| BK Frem Sakskøbing | 8:1       | Korsør BK        |
| Fremad Amager      | 7:0       | Rødby fB         |
| Herning Fremad     | 10:10     | Haarby BK        |
| Holstebro BK       | 8:2       | Ringe BK         |
| Humlebæk BK        | 4:3       | Horbelev BK      |
| Ikast FS           | 5:4       | IK Skovbakken    |
| Lendemark BK       | 3:2       | Hvidovre IF      |
| BK Mariendal       | 1:2       | B 1901 Nykøbing  |
| Nakskov BK         | 2:3       | Helsingør IF     |
| Nibe BK            | 6:3       | Vojens BK        |
| Nykøbing Mors IF   | 5:2       | Grønbjerg IF     |
| Odense KFUM        | 3:2       | Esbjerg KFUM     |
| Randers SK Freja   | 13:00     | Aars IK          |
| Roskilde BK        | 5:1       | BK Stefan        |
| BK Rødovre         | 5:1       | Tårnby BK        |
| Rønne IK           | 6:0       | Faxe BK          |
| Silkeborg IF       | 4:1       | Nordenskov IF    |
| Svendborg BK       | 2:0       | Aalborg Freja    |
| Sønderborg BK      | 4:3       | Nørre Aaby IK    |
| Søndersø BK        | 1:5       | Otterup B&IK     |
| Tuse Næs BK        | 5:1       | Aakirkeby IF     |
| Tølløse BK         | 3:4 n. V. | Nyborg G&IF      |
| Vejle FC           | 1:2       | Odder IGF        |
| Viborg FF          | 4:3       | IK Aalborg Chang |
| Aalborg BK         | 6:1       | Brande IF        |

## 2. Runde
Teilnehmer waren die 34 Sieger der ersten Runde und die zehn Vereine aus der 2. Division 1956/57.
|                    | Ergebnis              |                    |
| ------------------ | --------------------- | ------------------ |
| B.93 Kopenhagen    | 3:1                   | Brøndbyvester IF   |
| B 1901 Nykøbing    | 4:1                   | Odder IGF          |
| B 1921 Nykøbing    | 4:3                   | Christianshavns IK |
| Brønshøj BK        | 2:1                   | Frederikshavn fI   |
| Frederiksberg BK   | 1:3                   | Randers SK Freja   |
| BK Frem Sakskøbing | 3:2                   | Otterup B&IK       |
| Fremad Amager      | 7:4 n. V.             | Næstved IF         |
| BK Fremad Valby    | 2:2 n. V. (6:5 i. E.) | Køge BK            |
| Hellerup IK        | 2:0                   | Herning Fremad     |
| Hjørring IF        | 8:3                   | Frederikssund IK   |
| Horsens fS         | 9:0                   | Rønne IK           |
| Humlebæk BK        | 0:8                   | Vanløse IF         |
| KFUM Kopenhagen    | 4:3 n. V.             | Svendborg BK       |
| Lendemark BK       | 3:3 n. V. (1:3 i. E.) | Odense KFUM        |
| Nibe BK            | 4:0                   | Borup IF           |
| Nyborg G&IF        | 4:0                   | Holstebro BK       |
| Nykøbing Mors IF   | 1:3                   | Viborg FF          |
| Odense BK          | 0:2                   | BK Rødovre         |
| Roskilde BK        | 5:3                   | Tuse Næs BK        |
| Silkeborg IF       | 1:2                   | B 1913 Odense      |
| Sønderborg BK      | 0:1                   | Helsingør IF       |
| Aalborg BK         | 2:1                   | Ikast FS           |

## 3. Runde
Teilnehmer: Die 22 Sieger der zweiten Runde und die zehn Vereine aus der 1. Division 1956/57.
|                    | Ergebnis  |                      |
| ------------------ | --------- | -------------------- |
| Aarhus GF          | 3:2 n. V. | B 1909 Odense        |
| IF AIA-Tranbjerg   | 1:3       | B.93 Kopenhagen      |
| B 1921 Nykøbing    | 0:8       | Vejle BK             |
| BK Frem Sakskøbing | 2:6       | AB Gladsaxe          |
| Fremad Amager      | 0:2       | B 1901 Nykøbing      |
| BK Fremad Valby    | 1:3       | BK Frem Kopenhagen   |
| Hellerup IK        | 4:3       | Nyborg G&IF          |
| Horsens fS         | 5:1       | Esbjerg fB           |
| KFUM Kopenhagen    | 1:2       | Brønshøj BK          |
| Nibe BK            | 1:5       | Hjørring IF          |
| Randers SK Freja   | 3:1       | Odense KFUM          |
| Roskilde BK        | 2:3       | B 1913 Odense        |
| BK Rødovre         | 2:1       | Helsingør IF         |
| Skovshoved IF      | 2:3       | Viborg FF            |
| Vanløse IF         | 3:0       | B 1903 Kopenhagen    |
| Aalborg BK         | 0:1       | Kjøbenhavns Boldklub |

## 4. Runde
Teilnehmer: Die 16 Sieger der dritten Runde.
|                  | Ergebnis              |                      |
| ---------------- | --------------------- | -------------------- |
| AB Gladsaxe      | 3:2 n. V.             | BK Frem Kopenhagen   |
| B 1913 Odense    | 2:1                   | Hellerup IK          |
| Brønshøj BK      | 0:0 n. V. (4:1 i. E.) | Aarhus GF            |
| Hjørring IF      | 3:2                   | Viborg FF            |
| Randers SK Freja | 3:0                   | B 1901 Nykøbing      |
| BK Rødovre       | 0:5                   | Kjøbenhavns Boldklub |
| Vanløse IF       | 2:0                   | B.93 Kopenhagen      |
| Vejle BK         | 4:1 n. V.             | Horsens fS           |

## Viertelfinale
|                      | Ergebnis  |               |
| -------------------- | --------- | ------------- |
| AB Gladsaxe          | 2:3 n. V. | Brønshøj BK   |
| Kjøbenhavns Boldklub | 4:0       | B 1913 Odense |
| Randers SK Freja     | 2:0       | Hjørring IF   |
| Vanløse IF           | 0:6       | Vejle BK      |

## Halbfinale
|                      | Ergebnis  |             |
| -------------------- | --------- | ----------- |
| Randers SK Freja     | 0:3       | Vejle BK    |
| Kjøbenhavns Boldklub | 4:4 n. V. | Brønshøj BK |

### Wiederholungsspiel
|                      | Ergebnis |             |
| -------------------- | -------- | ----------- |
| Kjøbenhavns Boldklub | 2:0      | Brønshøj BK |

## Finale
| Paarung              | Vejle BK – Kjøbenhavns Boldklub |
| Ergebnis             | 3:2 (2:1) |
| Datum                | 11. Mai 1958 |
| Stadion              | Københavns Idrætspark, Kopenhagen |
| Zuschauer            | 28.600 |
| Schiedsrichter       | Valdemar Hansen |
| Tore                 | 0:1 Kurt Krahmer (10.) 1:1 Henning Enoksen (35.) 2:1 Henning Enoksen (44.) 2:2 Jørn Sørensen (60.) 3:2 Tage Hvejsel Hansen (73.)                                                                                        |
| Vejle BK             | Erling Sørensen – Kaj Johansen, Poul Jensen, Knud Herbert Sørensen – Gunnar Jørgensen, Erik Skaaning – Svend Andersen, Tage Hvejsel Hansen, Henning Eniksen, Tommy Troelsen, Poul Mejer. Cheftrainer: Frits Godtfredsen |
| Kjøbenhavns Boldklub | Jørgen Johansen – Finn Jensen, Henning Helbrandt, Erik Laursen – Erik Sparring, Claus Busk – Kurt Krahmer, Ole Sørensen, Finn Alfred Hansen, Vagn Birkeland, Jørn Sørensen. Cheftrainer: Henning Westergaard            |